# Condon Committee
Il Condon Commitee (Comitato Condon) fu il nome informale dato al University of Colorado UFO Project, un gruppo di ricercatori che si occuparono dello studio degli oggetti volanti non identificati attivato presso l'Università di Boulder in Colorado dal 1966 al 1968 sotto la direzione del fisico Edward Condon.

## Scopi e risultati
Il Comitato fu messo sotto il controllo diretto dell'Air Force, che stava già studiando il fenomeno fin dall'inizio degli anni 40. Dopo aver esaminato alcune centinaia di rapporti, sia provenienti dal Progetto Blue Book che da diversi gruppi civili, come il NICAP e l'APRO, il comitato ne selezionò 56 per verificare se: "analizzare questi nuovi avvistamenti con maggiore dettaglio potesse essere utile per acquisire nuove conoscenze di valore scientifiche per l'Air Force." "e attingere dai rapporti UFO qualsiasi elemento che potesse apportare ulteriori miglioramenti rispetto alle attuali conoscenze scientifiche".
Il comitato produsse un rapporto finale (formalmente intitolato Studi Scientifici sugli Oggetti Volanti non Identificati), ma comunemente chiamato Rapporto Condon, pubblicato nel 1968. Questa ricerca, oltre a ritenere improbabile lo studio degli oggetti volanti non identificati quale fonte di nuove scoperte scientifiche, suggerì che in certi casi: "persone specializzate e con idee brillanti avrebbero dovuto essere sostenute" da Agenzie del Governo Federale. In particolare il Comitato notò, che, laddove vi fosse evidenziata una mancanza di conoscenze scientifiche nei settori dell'"ottica atmosferica", tra cui la "propagazione di onderadio" o di "elettricità atmosferica", queste avrebbero potuto essere di grande aiuto nelle ulteriori ricerche in campo ufologico.
Il Rapporto Condon, prodotto dal comitato avente lo stesso nome, fu sottoposto a revisione dalla United States National Academy, che ne sostenne sia le conclusioni che le raccomandazioni;
conclusioni che furono generalmente accolte positivamente dalla comunità scientifica, e negli anni successivi considerate un fattore determinante nel mantenere tra gli accademici un basso il livello di interesse verso il fenomeno. Peter Sturrock, professore emerito di fisica applicata presso la Stanford University, scrisse che i rapporti erano "i documenti pubblici più autorevoli in campo ufologico. Quindi, tutti i correnti lavori scientifici dovevano fare riferimento al Rapporto Condon". Tuttavia, il Comitato, a causa di questo rapporto, fu oggetto di molte critiche, sia in relazione alla sua metodologia che a causa di una sorta di pregiudizio negativo nei confronti del fenomeno, che avrebbe influenzato sia gli investigatori, che diverse persone legate al progetto.

## Storia

### Gli antefatti
Per comprendere la formazione del Condon Commitee e del suo più importante rapporto è necessario conoscerne gli antefatti, sia nella formazione dei suoi precedenti comitati, che dei relativi progetti e rapporti, soprattutto dal comitato che ne precede la sua formazione e che produsse il progetto Blue Book.
All'inizio del 1947 con il Progetto Sign (che divenne prima Progetto Grudge e infine Progetto Blue Book), l'Air Force aveva iniziato ufficialmente uno studio sul fenomeno UFO, studio che fu successivamente al centro dell'attenzione sia del governo che del pubblico. A partire dall'inizio degli anni 60 fu inoltre soggetto a critiche sempre più accese, critiche che coinvolgevano politici, giornalisti, ricercatori UFO, scienziati e di conseguenza anche il pubblico, che sospettava il Blue Book di essere una ricerca condotta in modo superficiale, con ricerche indimostrabili, o peggio, generatrici di cover up. Il ricercatore UFO, Jerome Clark scrisse che il Blue Book aveva con il tempo "perso tutta la sua credibilità". (Clark, 592). L'Air Force desiderava sì terminare lo studio sugli UFO, ma si trovava in un vicolo cieco: se gli poneva fine, vi era il rischio di alimentare ulteriormente l'accusa di cover-up, dall'altro, il fenomeno, era diventato un argomento così controverso, che nessun'agenzia governativa voleva prendersi la responsabilità di ulteriori ricerche.

#### L'ondata di avvistamenti del 1965
A seguito dell'ondata di avvistamenti del 1965, l'astronomo e consulente del Blue Book (progetto precedente alla formazione del Condon Commitee), Josef Allen Hynek scrisse una lettera all'Air Force Scientific Advisory Board (AFSAB), suggerendo di formare un gruppo di scienziati che fossero in grado di riesaminare il Blue Book, per ridefinirne in sintesi gli obbiettivi. L'AFSAB accettò, e chiese a Brian O'Brien di dirigere un comitato, che, creato ad hoc si riunì la prima volta nel febbraio del 1966. Tra tutti i membri, solo l'astronomo Carl Sagan aveva contatti formali con l'AFSAB. Per spiegare il fenomeno UFO, nessuno tra i membri del comitato diretto da O'Brien accettò l'ipotesi radicale dell'origine extraterrestre (EHT), suggerendo comunque che gli studi precedenti erano insufficienti, mancanti e superficiali e che ci si doveva impegnare "con maggior attenzione e profondità di quanto fatto finora", e che l'Air Force doveva organizzare: "poche ma selezionate Università in grado di fornire gruppi scientifici di provata affidabilità" allo scopo di studiare il fenomeno UFO. (Clark, 593). Il Comitato diretto da O'Brien suggeriva che avrebbero dovuto essere esaminati circa 100 avvistamenti UFO ben documentati, con l'utilizzo di almeno 10 persone-giorno per ogni caso. (Saunders and Harkins, 25).

#### Gli avvistamenti di massa del 1966
La fine di marzo del 1966, il Michigan fu teatro di due giorni di avvistamenti di massa. Dopo l'analisi dei rapporti, Hynek offrì una prima ipotesi: parte dei circa 100 testimoni avevano scambiato del Gas di palude con qualcosa di più spettacolare. Durante una conferenza stampa, nel quale fu data tale spiegazione, Hynek difese strenuamente la sua ipotesi, affermando che questa era una spiegazione plausibile solo per una parte degli avvistamenti. Tale spiegazione fu spesso utilizzata, e le parole "gas di palude", venne ripetuta ad infinitum in relazione a tutti gli avvistamenti UFO, ma soggetta anche a pubblica derisione. Pochi giorni dopo l'ondata di avvistamenti, venne programmata per il 5 aprile 1966 un'audizione presso il Congresso degli Stati Uniti, diretta da L. Mendel Rivers. In questa sede, il segretario dell'Air Force Harold Brown difese gli studi che la sua organizzazione aveva svolto negli anni passati, lanciando però, un implicito messaggio al Comitato O'Brien di "dare più importanza all'aspetto scientifico".(Clark, 594). Allo stesso tempo Hynek suggerì la formazione di "un gruppo di scienziati esperti di fisica e di sociologia ... per esaminare il fenomeno UFO in modo critico, e allo scopo di determinare se esista la possibilità di ulteriori sviluppi". (Hynek, 196).

#### L'audizione dà i suoi frutti
In breve, dopo l'audizione al Congresso, l'Air Force annuncia che avrebbe dato inizio ad una ricerca, condotta da una o più università che si sarebbero impegnate nella studio del fenomeno ufologico. L'Air Force desiderava la collaborazione di una figura autorevole, che pubblicamente non dichiarasse le sue opinioni, che sovraintendesse agli studi, sperando in questo modo di ridurre o eliminare le critiche che l'Air Force si era attirata nel corso degli ultimi anni.(Saunders, 25). L'Air Force idealmente desiderava impostare diversi gruppi in diverse università, ma tale ricerca costò molto tempo, persino per trovarne una sola disposta ad accettare. Sia Hynek che James E. McDonald suggerirono il loro campus presso la Northwestern University e alla University of Arizona, rispettivamente, ma non accettarono in quanto riconoscevano, per motivi diversi, la posizione pregiudiziale di entrambi i personaggi: per alcuni, Hynek era troppo compromesso a causa della sua collaborazione con l'Air Force, mentre McDonald aveva espresso pubblicamente la possibile ipotesi extraterrestre, quale spiegazione al fenomeno. L'astronomo Donald Menzel fu contattato per dirigere il progetto, ma non fu accettato, in quanto si riteneva che fosse un debunker.

#### Il rifiuto in blocco delle Università più prestigiose
Harvard University, Università della California a Berkeley, MIT e la University of North Carolina a Chapel Hill, a tutte fu chiesto di attivare un progetto di studio sul fenomeno UFO, ma tutte rifiutarono. Alcune avevano il timore di attirare furibonde controversie se avessero "maltrattato" lo studio, ma molto spesso, l'Ufologia era vista come un campo di studi "sospetto". Successivamente al rifiuto del National Center for Atmospheric Research, il direttore dell'Air Force Walter Orr Roberts si rivolse al fisico Edward Condon dell'Università del Colorado di Boulder.

### Il coinvolgimento di Condon
Nell'estate del 1966, Condon valutò l'offerta. Era uno tra i più autorevoli e scienziati della sua epoca, ma l'Air Force ci mise un po' di tempo prima di convincerlo ad accettare. Condon riferì, che il Colonnello Ratchford aveva fatto appello alla sua vanità e al suo senso civico di responsabilità, convincendolo che il progetto UFO era sì, "un lavoro sporco", ma che un uomo con la sua reputazione avrebbe potuto produrre dei risultati facilmente accettabili dalla comunità scientifica.(Jacobs, 208). Nonostante la sua reticenza, secondo l'Air Force, Condon sarebbe stato il direttore perfetto per un comitato di ricerca.
Saunders caratterizza la tenacia di Condon, come "quasi leggendaria" tra gli scienziati (Saunders and Harkins, 33). Inoltre scrisse che, in questa e in altre occasioni, si aveva l'impressione che Condon "fosse uno scienziato che parlava il linguaggio della gente comune", e che, laddove fosse necessario, era sufficientemente motivato a rilevare eventuali abusi del governo americano. (Saunders and Harkins, 33). Hynek notò che, "non era solo famoso per le sue abilità scientifiche, ma anche per la sua franchezza su argomenti controversi". (Hynek, 192) Condon chiese a Robert J. Low - un assistente decano dell'università - un parere sull'iniziativa. Low approvò l'idea e la presentò a diversi professori e funzionari le cui reazioni furono contrastanti. Alcuni pensarono che il progetto potesse essere utile, altri lo rifiutarono ritenendolo un argomento troppo controverso e sconveniente.

### Lo Stratagemma
Il 9 agosto, 1966, Low scrisse un memorandum allo scopo di persuadere i più riluttanti ad accettare. Venne chiamato "Lo Stratagemma", spiegando come l'Università poteva portare a termine il progetto senza rischiare la propria reputazione, e come avrebbe potuto giungere a predeterminate conclusioni anche se la ricerca doveva apparire oggettiva. Low scrisse:
La nostra ricerca sarà condotta quasi tutta da ricercatori scettici, che, non ritenendo possibile "dimostrare" un risultato, potranno, e probabilmente vorranno includere, una quantità tale di evidenze, da provare l'infondatezza delle osservazioni. Lo stratagemma sarà, io penso, di descrivere il progetto in modo che al pubblico apparirà come una ricerca completamente oggettiva, ma per la comunità scientifica sarà evidente l'immagine di un gruppo di scettici che cerca di essere il più oggettivo possibile, ma avendo quasi zero aspettative di trovare un disco volante". Low propose inoltre che lo studio si dovesse focalizzare meno sulla "realtà fisica dei dischi" e maggiormente sulla "psicologia e sull'aspetto sociologico delle persone e dei gruppi di testimoni"; in questo modo "la comunità scientifica avrebbe capito l'antifona". (Clark, 594; emphasis as in original)

#### Lo "stratagemma" è un inganno, non è un inganno
Nello stesso articolo, sopra citato, Philip J. Klass suggerisce che la parola "stratagemma", per come venne usata da Low, non aveva il carattere di un "inganno" perpetrato ai danni degli Americani, piuttosto era da configurarsi come una "sottigliezza verbale" imparata dagli inglesi, con il significato di "arte della diplomazia". Low insisteva che la parola "stratagemma" inserita nel memo, avesse in realtà un significato più "diplomatico", ma l'interpretazione di Klass, pareva essere minoritaria, con una maggioranza dei critici che suggerivano, in relazione al contesto, un significato di "inganno". Questo "Memo Stratagemma", fu in seguito reso pubblico divenendo oggetto di accese controversie. Nonostante uno dei membri del comitato, David Saunders, abbia aspramente criticato Low, scrisse: "che mostrare Low come un congiurato o un cospiratore, a causa del memo, era ingiusto e scorretto" .(Saunders and Harkins, 128) Inoltre suggerisce come fosse "sciocco e insensato esprimere tale idea su un foglio -- ma lo era ancora di più se Low veramente credeva in ciò che stava dicendo e a ciò che aveva scritto.". (Saunders and Harkins, 129). Analogamente, Hynek scrisse che "Io credo che Low sia stato ingiustamente criticato per questo. Posso capire il suo dilemma. Ha voluto che l'università ottenesse il contratto (per una qualsiasi ragione materiale) e l'ha congegnato per convincere la sua amministrazione ad accettare. volle dare allo studio una sorta di rispettabilità. Ma tale scelta fu sfortunata. (Hynek, 211). In seguito, Low si rivolse a diversi membri dell'università, psicologi, tra cui gli autorevoli William A. Scott e David R. Saunders, che collaborarono al progetto, pur essendo inconsapevoli che il primo obbiettivo dello studio doveva essere focalizzato principalmente sull'aspetto psicologico dei testimoni. Saunder divenne il principale investigatore, giocando un ruolo maggiore ed anche nella conseguente pubblicità e controversie. Sounders era un membro del NICAP, l'unico del comitato, che avesse una passata esperienza del fenomeno.

#### Le Critiche
I critici, tra cui Jerome Clark suggerirono che le finanze furono il vero motivo che convinse l'università ad accettare il progetto: infatti aveva recentemente sofferto un sostanziale taglio di fondi, mentre l'Air Force offriva 313.000 $ (ma il totale complessivo raggiunse almeno i 500.000 $ ). Condon respinse tale ipotesi, notando che tale contributo era un finanziamento piuttosto modesto per un progetto che contava sull'apporto di uno staff di dodici persone e che doveva durare per almeno un anno.(Saunders and Harkins, 29)

### La Ricerca inizia
Il 6 ottobre, 1966, l'Università del Colorado, formalmente si accinge ad iniziare la ricerca sugli UFO. A Condon l'onere della direzione, a Low quella di coordinatore e a Saunders il primo degli investigatori, coadiuvato dall'astronomo Franklin Roach. Tra i membri più importanti troviamo l'astronomo William K. Hartmann, gli psicologi Michael Wertheimer, Dal Culberston, lo studente universitario James Wadsworth, il chimico Roy Craig, l'ingegnere elettrico Normal Levine, il fisico Frederick Ayer e l'assistente amministrativo Marie Louise Armstrong. Altri scienziati o esperti collaborarono part-time in ruoli temporanei o come consulenti.

#### La riluttanza dell'Università
Due giorni dopo che il comitato aveva formalmente accettato il progetto, il Denver Post disse (citando Low) che: "il progetto era stato accettato, con una certa riluttanza, in quanto l'Università aveva difficoltà a rifiutare proposte di ricerca provenienti dall'Air Force". Comunque il responso pubblico all'annuncio del Comitato fu generalmente positivo; lo storico David Michael Jacobs dedusse che l'"ottimismo contagiava un po' tutti".(Jacobs, 225). Hynek qualificava comunque le prospettive di ricerca del fenomeno ufologico iniziate dal Condon Commitee, come "fondamentalmente negative", ma aveva anche ritenuto possibile che l'opinione di Condon avrebbe potuto cambiare in relazione alle evidenze relative ai casi più sconcertanti.

#### Le considerazioni degli esperti
Il direttore del NICAP Donald Keyhoe fu pubblicamente favorevole alla ricerca proposta dal nascente Condon Commitee, ma privatamente espresse il timore che l'Air Force volesse mantenere su di essa un controllo segreto. Un gruppo di scienziati, tra cui il fisico dell'atmosfera James E. McDonald espressero il parere che uno scienziato del gruppo Condon impegnato in tale ricerca poteva diventare protagonista di un cambiamento epocale. Molti scienziati precedentemente contatti avevano o esitato a parlare, o avevano offerto tutte le loro possibili opinioni: scettiche, di sostegno, di chi non si sbilanciava ne a favore ne contro. Una delle primi e formali doveri del Comitato Condon era l'organizzazione di un briefing tra Hynek e l'astrofisico/matematico Jacques Vallée. Entrambi gli scienziati erano condizionati dall'importanza di attuare una veloce e consistente statistica sui rapporti, focalizzando l'attenzione su quelli meglio documentati e sconcertanti. Il Comitato Condon ha anche incontrato il Maggiore Hector Quintanilla, poi direttore del Progetto Blue Book e il Colonnello Robert Hippler, del dipartimento Ricerche Scientifiche dell'Air Force.

#### La collaborazione dell'APRO e del NICAP
Il Condon Commitee ottenne anche la collaborazione dal gruppo civile di ricerca dell'APRO, che si riteneva giocare un ruolo minore nel progetto, in confronto a quello del NICAP. Nel novembre 1966, Donald Keyhoe e Richard Hall, entrambi del NICAP, decisero di condividere il notevole archivio di ricerche in possesso della loro organizzazione e di attivare un EWS (Early Warning System) (Sistema di Avviso Primario) per raccogliere con maggior rapidità tutti i rapporti UFO. Finalmente, Hall e Saunders realizzarono una "accordo di lavoro finale", durante il quale, per due settimane, Hall collaborò con il Comitato.(Clark, 596)

#### Lavori in corso
Il Condon Commitee, per il resto del 1966 dedicò principalmente a realizzare un archivio, e a determinare una strategia di documentazione più efficiente, per rendere più rapida la raccolta delle testimonianze presso il luogo dell'avvistamento. Nonostante questi progressi, il Comitato per qualche mese sembrò andare allo sbando a causa di attriti sorti tra i membri su come utilizzare i fondi (Saunders and Harkins, 77) e sulla metodologia di studio utilizzata. (Hynek, 200) Un problema particolare era la ricerca di persone che avevano una posizione neutrale rispetto al fenomeno UFO, essendo il Comitato formato soprattutto da persone che non avevano esperienza o conoscenza sull'argomento.
Uno dei membri del comitato suggerì di filmare gli UFO utilizzando cineprese stero con una griglia a diffrazione allo scopo di studiare lo spettro della luce da loro emessa. Questo fu tentato per i primi 15 anni, seguendo una idea, suggerita nel 1954, dal Dr. Joseph Kaplan, ma fu ritenuta impraticabile, dopo che un certo numero di cineprese venne distribuito nelle basi dell'Air Force. (Hynek, 199)

#### I pregiudizi dell'Air Force
Quando l'Air Force richiese, nel gennaio 1967 un rapporto, i membri del Comitato si affannarono a preparare una relazione, ma si accorsero che durante una riunione, la stessa Air Force aveva deciso di focalizzare l'attenzione, più sui presunti testimoni oculari, che sui rapporti UFO in sé stessi. L'agenzia aveva in progetto di creare falsi rapporti, allo scopo verificare la capacità di percezione e di memoria dei testimoni. Questo piano venne soppresso dal colonnello Hippler, che temeva che Michael D. Swords scrivesse di una "reazione pubblica catastrofica per l'Air Force". L'incontro fu improduttivo, finché Low chiese: "Cosa si aspettava realmente l'Air Force dal Comitato ?" la risposta trovò letteralmente impreparati gli ufficiali. Pochi giorni più tardi il Colonnello Hippler scrisse su carta intestata, ma facendogli notare che la sua era comunque una considerazione detta in via non ufficiale, suggerendo in definitiva che il progetto sugli UFO: "dovesse necessariamente concludersi, dimostrando che non erano di origine extraterrestre". Hippler scrisse inoltre che il miglior modo di centrare l'obbiettivo era: "L'Air Force vuole terminare la ricerca sugli UFO, e che lo studio ufficiale deve riferire che non vi è niente di insolito in relazione a questo fenomeno". (Clark, 597). Low replicando alla lettera, ringraziò Hippler per aver chiarito le sue intenzioni. Con una tale sequenza di eventi, Swords dedusse alcuni anni più tardi, che "l'obbietto venne raggiunto", e che il Condon Commitee aveva formalmente abbandonato qualsiasi pretesa di obbiettività. (Clark, 597)

### Iniziano le tensioni interne
Verso la fine del gennaio 1967, Keyhoe e Hall fecero leggere a Sounders un articolo dell'The Elmira Star Gazette, datato 26 gennaio. Fu citata come fonte lo stesso Condon, che esprimeva il parere, che il governo non doveva studiare gli UFO in quanto era una ricerca priva di senso, inoltre: "Non credo che arriveremo ad una conclusione entro un anno". (Clark, 597). Sounders fu sbalordito. Si chiese se Condon fosse stato frainteso, ma Keyhoe riporta che diversi membri del NICAP erano presenti nel momento in cui Condon rilasciò tale comunicato; addirittura, uno per protesta, diede le dimissioni facendo notare che il Comitato Condon, non era nient'altro che una finzione. Il giorno successivo Saunders affrontò Condon in relazione all'articolo di stampa, in quanto temeva che il NICAP volesse rompere l'accordo con il Comitato (eliminando così una preziosa sorgente di rapporti); temeva inoltre che la pubblicità negativa, a seguito di una possibile rottura dal NICAP, potesse danneggiare la percezione pubblica del Comitato.

#### Condon sabota le indagini?
Nello stesso momento, Condon non aveva mai preso parte a investigazioni collettive sul campo; praticamente investigò personalmente, tra le diverse centinaia di casi esaminati da comitato, al massimo, cinque casi, la maggior parte facenti parte della categoria Contattismo. Inoltre i suoi membri avevano difficoltà a comunicare con lui: di solito parlavano con il coordinatore Low, spesso insoddisfatti delle sue risposte. In almeno un'occasione, mentre un consulente relazionava una presentazione, Condon si addormentava. Il consulente James E. McDonald inizialmente era fiducioso nei confronti del Comitato, ma dopo poche presentazioni, aveva l'impressione che Condon ignorasse completamente i suoi contributi, alzando così il livello delle sue critiche. Volle pertanto dettagliare il suo punto di vista sui problemi che erano sorti nell'ambito del comitato, in una lettera indirizzata a Frederick Seitz, presidente dell'Accademia Nazionale delle Scienze. Nonostante la crescita di tensioni interne, i membri continuarono a raccogliere studi e rapporti, comprendendo quasi 40 campi di investigazione. I rapporti erano pochi, ma molto attendibili, comprendendo anche un iniziale caso di mutilazione del bestiame. Serpeggiò, tuttavia, sempre più il sospetto che le loro ricerche non sarebbero giunte ad alcuna conclusione, con l'uso conseguente che se ne poteva fare. Molti membri regolari si opposero al modo in cui Condon e Low stavano dirigendo il Comitato, ma solo nel caso in cui Condon avesse respinto le loro conclusioni su alcuni rapporti UFO anomali e meritevoli di ulteriori e più approfondite indagini, avrebbero espresso il loro dissenso con un rapporto scritto.

#### Ricercatori isolati dai membri del consiglio
Il comitato fu infastidito nel momento in cui Condon e Low cercavano di isolare i membri dai ricercatori Hynek, Vallee, McDonald e altri, che, sebbene affermassero che gli UFO meritavano di essere oggetto di studio, simultaneamente erano aperti a alcune ipotesi evocate dai debunkers. Che Condon focalizzasse molto dei suoi interessi verso una frangia stravagante di rapporti, disturbava molto anche i membri del comitato. Un altro motivo di irritazione era dovuto al fatto che, mentre sia il NICAP che il gruppo del Blue Book avevano promesso di condividere i rapporti il più rapidamente possibile, solo il NICAP era stato corretto. Persino lo stesso Condon criticava spesso di ambivalenza il comportamento dell'Air Force per la loro mancanza di cooperazione.

#### La disputa sull'ipotesi extraterrestre
I membri del Condon Commitee avevano l'abitudine di lavorare da soli, raramente si incontravano per discutere dei loro progressi, per criticare i lavori di altri, o per mediare dissensi e consensi. A causa di questi motivi, i diversi approcci nello studio qualche volta risultavano essere in conflitto. Inevitabilmente vi erano membri fautori dell'Ipotesi extraterrestre, tra cui Saunders, che riteneva che tale ipotesi dovesse essere inserita come uno dei campi di indagine per spiegare la provenienza degli UFO; altri invece, (Low e Wertheimer) la rifiutavano. Low precisò la sua posizione affermando che questa ipotesi è un "nonsenso" ; Wertheimer sosteneva categoricamente che l'ipotesi extraterrestre era indimostrabile, e che in fondo preferiva stare alla larga dal comitato. (Jacobs, 228). Questa disputa degenerò tra i membri del comitato, in un conflitto, sia ideologico che metodologico: Un gruppo tifava per Low, pensando che, scrisse Jacob: "la soluzione al mistero degli UFO era da ricercarsi soprattutto nella psicologia del testimone" ; l'altro gruppo invece, tifava per Saunders: "è necessario analizzare più dati possibili".(Jacobs, 230).

#### Il conflitto con il NICAP
Nel settembre 1967, venne evitato, per un pelo, un conflitto con il NICAP . Keyhoe venne a sapere che Condon aveva inviato un rapporto al National Bureau of Standards, un gruppo da lui diretto in passato. In questa lettera, aveva riferito di tre rapporti il cui testimone principale era una persona affetta da problemi psichici e che di tali rapporti ne aveva moltissimi. Un Keyhoe arrabbiato chiese a Sounders del perché tempo e denaro del NICAP, dovevano essere utilizzati per archiviare rapporti UFO, il cui oggetto di pregiudizio del comitato era così manifesto. Malgrado i suoi dubbi crescenti, Sounders convinse Keyhoe, che Condon era in grado di separare le sue opinioni dalle sue azioni, e che ne aveva semplicemente confuso i limiti. Keyhoe si convinse, ma diffidò il Comitato, che, se non dimostrava un atteggiamento più obbiettivo e neutro, il NICAP avrebbe reciso gli accordi e reso pubblico il loro conflitto.

#### Tutti gli sviluppi
Calmatosi Keyhoe (almeno temporaneamente), Saunder riferì gli sviluppi Condon, che reagì perplesso, ma non aveva obiezioni alla scelta del NICAP di recidere gli accordi. Dopo circa trenta minuti di discussione, Saunders persuase Condon a scrivere a Keyhoe affermando che i brani "virgolettati" inviati al National Bureau of Standards erano da considerarsi fuori dal contesto della ricerca. In breve, dopo tutto questo, sia Low che Condon furono citati nel Rocky Mountain News quali autori di un articolo su Science dichiaratamente contro l'ipotesi extraterrestre. Privatamente e pubblicamente, compresa in una sessione del Comitato, Condon ripeté la sua antifona: "che lo studio degli UFO era una perdita di tempo". Clark scrisse che: "dopo tutte queste rivelazioni, per poco lo staff non cadde nella rivolta : Roy Craig, invece disse di fidarsi ancora di Condon". (Clark, 598). Temendo il peggio dal NICAP, a seguito della Notizia di Rocky Mountain, Low volò dal Colorado a Washington DC per incontrare Keyhoe, che gli chiese esplicitamente di riferire sulla correttezza del Comitato. Secondo Keyhoe, Low replicò: "Non vedo per quale motivo devi affermare che il Colorado Project (Progetto Condon) sia corretto o no" e inoltre riconobbe che comunque il direttore aveva una un'opinione molto negativa sul Progetto e sullo studio del fenomeno UFO in generale. Low aveva notato che fra i membri del comitato e lo stesso Condon vi erano forti divergenze di opinione, ma Keyhoe replicò che come direttore, Condon dovrebbe dovuto ignorare qualsiasi dissenso interno, soprattutto nella stesura dei rapporti finali. Nonostante questi problemi, Low esortò Keyhoe nel continuare ad inviare rapporti di avvistamenti. Quando Keyhoe chiese del perché il NICAP avrebbe dovuto continuare a sostenere un progetto la cui spiegazione era già stata raggiunta, Keyhoe riferisce la replica di Low: "Il progetto potrebbe essere accusato di giungere ad una conclusione senza avere raccolto tutte le prove fornite dal NICAP". (Clark, 599)

### Crepe nella Diga
A causa di diversi sviluppi avvenuti tra il 1966 ed il 1967, il conflitto interno nel Comitato Condon venne reso pubblico. Il 14 novembre, 1966, Keyhoe scrisse una lunga lettera a Condon (e per conoscenza a Low), dettagliando le sue considerazioni e domande relative al progetto. I pregiudizi di Condon e Low stavano sabotando il progetto? Gli ordini dell'Air Force lo condizionavano e in quale modo? Condon aveva a disposizione tutti i rapporti del NICAP? perché Condon stesso, aveva portato a termine così poche ricerche? Condon e Low replicarono che non erano obbligati a rispondere alla domande di Keyhoe, che in questo modo aveva raggiunto il suo scopo: il NICAP non avrebbe più inviato al Comitato rapporti di avvistamenti UFO.

### La pubblicazione del Memo Stratagemma
Nel luglio 1967, al membro del Comitato Roy Craig venne pianificata un'audizione a Portland in Oregon, in relazione ai problemi sorti. Quando Craig chiese a Low della documentazione sull'origine del Comitato, Low gli fornì una pila di documenti, ignaro che la copia del Memo Stratagemma fosse inclusa. Dopo l'audizione, oltre a mostrare a Low il Memo, Craig disse a Norman Levine: "Guarda se questo non ti dà una strana sensazione allo stomaco".(Clark, 600). Levine mostrò il memo anche a Sounders, che ne fu rattristato ma non sorpreso; il memo rivelava, fin dall'inizio del progetto, il reale atteggiamento di Low e Condon nei confronti del fenomeno UFO. Copie del Memo Stratagemma circolarono fra tutti i membri, eccetto che a Low e Condon. Ad un certo punto fu considerata la sua divulgazione, ma si decise di aspettare: vi era ancora la speranza che il rapporto finale raccomandasse ulteriori studi sul fenomeno. Tuttavia, Saunder diede una copia del memo a Keyhoe, che immediatamente ne riferì il contenuto a James E. McDonald, ma senza consegnargli fisicamente una copia, ma che comunque riuscì a procurarsene una.

### I peggiori sospetti furono confermati
Il memo stratagemma confermò a McDonald i peggiori sospetti sullo scopo del Comitato. Nella risposta scrisse sette pagine a Condon, spiegando punto per punto i suoi problemi, le sue frustrazioni e il suo disappunto. Apparentemente ignaro che il memo stratagemma non era stato scritto per essere reso pubblico, Mc Donald cita poche linee di esso; poi aggiunge: "Sono piuttosto disorientato dal punto di vista qui espresso ... e presumo che a te siano evidenti, altrimenti questa parte della nota sarà, presumibilmente, disponibile per ispezioni ad un progetto aperto". (Clark, 601)
Sia Condon che Low lessero la lettera di McDonald il 5 febbraio, 1968 e andarono su tutte le furie, suggerendo che chiunque fosse stato responsabile di aver consegnato il meno a McDonald avrebbe dovuto essere licenziato. Low si calmò e discusse del problema con Condon. (Saunders and Harkins, 188). Il giorno successivo, Condon organizzò una riunione del Comitato per comprendere la catena di eventi che avevano consentito a McDonald di ricevere il memo. Saunder riferisce dell'atteggiamento imperioso di Condon: si comportava come "Un grande inquisitore". (Saunders and Harkins, 190). Condon chiese al Comitato di leggere la lettera di McDonald, che conteneva delle taglienti, sferzanti e precise critiche, ma tutti ignorarono le poche linee del memo citato. Quando Condon volle sapere come ricevette una copia del memo, Saunders dovette ammettere di averne inviato un copia Keyhoe. Condon, secondo quanto riferito, chiamò Saunders "infedele" e disse: "Per atti come questo meriteresti di essere rovinato professionalmente".(Saunders and Harkins, 189). Saunders precisò che lui era leale con il pubblico americano, mentre Condon sembrava pesantemente condizionato ai voleri dell'Air Force.

### Condon usa metodi mafiosi?
Il giorno successivo, in una breve missiva, Saunder e Levine furono licenziati "per giusta causa", e Condon inviò un comunicato alla stampa nel quale affermava che il licenziamento di questi collaboratori era dovuto a "incompetenza". Il "Colorado Daily" chiese a Condon di specificare la natura di tale incompetenza, ma rifiutò di rispondere. Temendo un'accusa di diffamazioni da parte di Saunders e Levin, il quotidiano evitò di specificare il motivo per cui Saunders e Levin furono licenziati, facendo così arrabbiare Condon. (Saunders and Harkins, 193).
Nonostante il Memo Stratagemma non fosse mai stato formalmente dichiarato confidenziale o personale, e pensando che McDonald l'avesse lasciato a disposizione, Condon si ostinò reiteratamente, nei mesi successivi, ad accusare McDonal di averlo "rubato" dai documenti personali di Low. (Saunders and Harkins, 201).
Condon telefonò al presidente dell'Università dell'Arizona per riferirgli che McDonald aveva rubato il memo stratagemma dalla documentazione del Progetto (in realtà come scritto sopra fu Low che inavvertitamente glielo consegnò assieme ad altra documentazione) e scrisse una lettera all'Air Force tentando di accusare Levine di spionaggio. Non furono le sole richieste con cui Condon cercò di danneggiare la carriera di qualche collaboratore, dopo che avesse manifestato la sua insoddisfazione per come era condotto il progetto. Condon, cercò ottenere il licenziamento del consulente Robert M. Wood dalla McDonnell Douglas dopo che lo stesso Wood aveva scritto: "una critica, ma cortese lettera, con una lista di mancanze del progetto" ; inoltre Condon aveva preso in considerazione di ostacolare l'ingresso di Carl Sagan nel Cosmos Club—la cui posizione era piuttosto scettica—dato che aveva sostenuto che l'argomento richiedeva indagini più minuziose. (Clark, 603)
Il 24 febbraio, 1968 l'assistente amministrativo Mary Lou Armstrong lasciò il Condon Commitee. Nella sua lettera scriveva che il morale dello staff era veramente a terra, e che vi era una quasi totale mancanza di fiducia nei confronti del coordinatore Low, accusato di essere la causa principale dei problemi all'interno del comitato. "Se Condon avesse gestito seriamente le nostre attività, non ci sarebbero stati tutti questi conflitti". (Hynek, 244)

### Pubblicità
Il 30 aprile, 1968, Keyhoe tenne una conferenza stampa per annunciare che il NICAP aveva reciso tutti i legami con il Comitato. Circolarono per l'occasione copie del Memo Stratagemma, che ovviamente ricevette vasta pubblicità. Fino a quel momento, i conflitti erano stati nascosti ai mass media; un articolo di John G. Fuller, "Fiasco Dischi Volanti", pubblicato nel maggio 1968 per il magazine Look comprendeva interviste a Saunders e a Levine, mentre Fuller dettagliava le controversie e le denunce contro il Comitato Condon, descrivendo il progetto come un "trucco da 500.000 $". (Clark, 601) . Condon rispose scrivendo a Look, dichiarando che l'articolo di Fuller conteneva imprecisate "menzogne e travisamenti".(Jacobs, 231). La stampa aveva già occasionalmente menzionato i guai del Comitato, ma l'articolo di Fuller fu la causa di un livello di attenzione maggiore, specialmente tra le riviste tecniche e scientifiche, molti delle quali iniziarono a discutere animatamente nei loro editoriali. L'Industrial Research ristampò il Memo Stratagemma, mentre il Scientific Research intervistò Saunders e Levine, che riferirono la possibilità di accusare Condon di diffamazione a causa del licenziamento che avevano subito per presunta "incompetenza" ; inoltre dissero che Condon, durante la sua direzione, aveva usato un "approccio anti scientifico" Jacobs, 231). Condon rispose invece che era diffamatorio chiamare i suoi metodi "anti scientifici", e minacciò a sua volta di citare in giudizio Saunders e Levin.
Quando l'American Association for the Advancement of Science citò sul suo giornale ufficiale Science, le crescenti polemiche all'interno del Comitato, Condon in un primo momento, promise di concedere un'intervista, forse nella speranza di fornire la sua versione. Successivamente l'editore di Science, Daniel S. Greenberg rese noto che Condon non aveva più intenzione di cooperare e quando Greenber lo sollecitò, anche qui il direttore rifiutò ulteriori contatti, rassegnando le dimissioni dall'AAAS e protestando per il primo articolo pubblicato senza il suo consenso. Jacobs, 233)
L'articolo di Fuller servì a stimolare le audizioni al Congresso. Il rappresentante J. Edward Roush riferì che l'articolo di Fuller determinava "gravi dubbi sulla attendibilità, profondità e obbiettività del Progetto" ; in un'intervista al Denver Post, Rush suggerì che il Memo Stratagemma dimostrava che l'Air Force aveva imposto, nonostante i dissensi, la direzione e le conclusioni al Progetto. (Jacobs, 233). Persino prima della pubblicazione del Rapporto Condon, l'astronomo Frank Drake scrisse all'Accademia Nazionale delle Scienze, suggerendo che il rapporto finale del Comitato Condon era inaffidabile, pertanto non era credibile. Il General Accounting Office annunciò la possibilità di investigare sui conti del Comitato.

### Il Rapporto Condon
Nonostante l'aumento delle polemiche, gran parte dei membri del Comitato continuò il lavoro. Verso la fine del 1968 completarono i loro rapporti e li consegnarono a Condon, che scrisse un riassunto di ogni caso, offrendo il manoscritto alla NAS, diretta da un amico di lunga data di Condon, suo ex compagno di scuola, il fisico Frederick Seitz. Un comitato di 11 membri della NAS pretese di riesaminare il rapporto, e di pubblicare una dichiarazione a sostegno delle conclusioni del manoscritto. A seguito del verdetto sul rapporto, il Progetto Blue Book chiuse formalmente nel gennaio 1970.
Il Rapporto era un testo rilegato di 1.485 pagine mentre la versione paperback, edita da Bantam contava 965 pagine. I casi erano classificati in cinque categorie: rapporti di vecchi UFO avvenuti prima dell'istituzione del Comitato, rapporti recenti, rapporti con fotografie, avvistamenti radar e visuali, UFO rilevati da astronauti (alcuni casi UFO erano simultaneamente presenti in più categorie). L'intero Rapporto Condon è disponibile online; vedi in fondo alla voce il collegamento esterno.

#### Giudizi contrastanti presso la comunità scientifica
Nel secondo paragrafo: "Conclusioni e Raccomandazioni", Condon scrisse: "In conclusione possiamo affermare che lo studio dei rapporti UFO nei 21 anni precedenti non ha aggiunto nulla alle nostre attuali conoscenze scientifiche. In base a tali considerazioni e ai rapporti disponibili, possiamo concludere che ulteriori studi non possono essere giustificati al fine di un miglioramento delle nostre attuali conoscenze scientifiche."(Condon, 1). Fu questo, in sintesi, la posizione di Condon sul fenomeno UFO, e queste sono le sue parole che ricevettero una vasta eco da parte dei mass media. Sia diverse recensioni, che editoriali, sostennero la posizione di Condon, convinte che al fenomeno si era data una risposta e che il caso era chiuso.
Il rapporto si guadagnò giudizi contrastanti tra gli scienziati e le riviste accademiche. L'astrofisico Peter A. Sturrock notava che in generale: "la recensione critica del Rapporto del Comitato proviene da scienziati che attualmente sostengono le ricerche ufologiche, mentre le quelle positive sono di scienziati che non le sostengono".(Sturrock, 46). Sturrock scrive anche che "La maggior parte della comunità scientifica ha riservato poca attenzione al rapporto quando venne pubblicato, e nessuna in seguito". (Sturrock, 49). Inoltre, Sturrock scrive che, mentre il rapporto Condon ricevette "encomi universali da tutti i media", il responso dei "giornali scientifici era contrastato". L'autorevole rivista Nature, pubblicò l'articolo Un martello per noccioline, una recensione estremamente positiva, mentre Icarus, pubblicata da Carl Sagan, pubblicò pareri opposti: positivo quello del Dr. Hong-Yee Chiu e negativo del Dr. James E. McDonald.

#### I responsi positivi
Science e Time furono tra i molti quotidiani, riviste e giornali che pubblicarono una recensione positiva. Alcuni paragonavano coloro che credevano che gli UFO fosse un fenomeno insolito, con coloro che credevano alla terra piatta; altri predicavano che l'interesse per l'ufologia sarebbe destinato a decrescere, fino a ridursi a una vana credenza, come lo possono essere gli ectoplasmi o lo spiritualismo.
L'8 marzo, 1969, un articolo su Nature offrì una recensione generalmente positiva del Rapporto Condon, e sembrava suggerire che gli studi sugli UFO erano sia costosi che inutili: "Il progetto Colorado è una conquista fondamentale, ma può darsi che pecchi di ingenuità. Indubbiamente è inappropriato confrontarlo con il passato nel tentativo di calcolare quanti angeli possono equilibrare la punta di uno spillo.
L'8 gennaio, 1969, un titolo del New York Times riportava : "Ricerca U.F.O : nessuna Visita da Lontano". L'articolo di Walter Sullivan rese noto che in tutti i rapporti di avvistamento, l'ipotesi extraterrestre, poteva finalmente essere esclusa quale spiegazione banale al fenomeno. Sullivan notava che il rapporto si attirava, si delle critiche, ma qualificava gli "entusiasti del fenomeno U.F.O" con un termine che successivamente sarebbe riapparso, spesso in tono dispregiativo, per identificare tutti ricercatori del fenomeno. Clark sostenne che Sullivan aveva un conflitto di interessi venendo meno al patto di svelare la sua "non ancora pubblicata" introduzione alla edizione tascabile del Rapporto Condon per la Bentham Books.(Clark, 602). Inoltre, Clark qualificò l'introduzione di Sullivan come "una revisionistica storia del progetto Condon."(Clark, 602)

#### I responsi negativi
Diversi osservatori hanno criticato il rapporto definendolo sostanzialmente un "lavoro sciatto" : Jacobs per esempio lo considerava come "una compilazione disorganizzata di articoli indipendenti di soggetti disparati, di cui solo una piccola parte si occupava realmente di UFO".(Jacobs, 240). Hynek era d'accordo con questa visione e sosteneva che fosse: "un voluminoso, incoerente, scarsamente organizzato rapporto ... del quale, solo meno della metà era riservato alla reale investigazione UFO". (Hynek, 192). Sempre Hynek era in disaccordo con l'introduzione di Condon: "L'introduzione era lunga e tediosa, una vera sfida alla sintesi. Si perdeva spesso nella compilazione di argomentazioni che non avevano né capo né coda, riferite ognuna a diversi autori". (Hynek, 193). Sword sosteneva che il rapporto fosse scritto in modo da suscitare nel lettore uno strano senso di intimidazione: "denotava molto chiaramente una sorta di caos organizzativo, con la dislocazione personalistica di documentazioni assurde e uniformi".
Il 14 aprile, 1969 un articolo del Scientific Research, Robert L. M. Baker Jr. scrisse che piuttosto che dare una risposta definitiva al fenomeno UFO, il Comitato Condon "sembrava giustificare ulteriori investigazioni ai confini della ricerca scientifica". (e aggiungerei anche ai confini della realtà)
Nel dicembre, 1969 in un articolo di Physics Today, il consulente del Comitato Condon Gerald Rothberg scrisse che aveva investigato ben 100 casi di avvistamento UFO, tre o quattro dei quali lo avevano lasciato sconcertato. Pensava che "il resto di rapporti inspiegabili indicava legittimare la controversia scientifica".(Clark, 604)
Nel novembre, 1970 un articolo della rivista Astronautics and Aeronautics, dell'American Institute of Aeronautics and Astronautics pubblica una recensione del Rapporto Condon. Il sottocomitato riconosce la difficoltà oggettiva dell'impresa, e generalmente era d'accordo con il suggerimento di Condon, che il valore delle scoperte scientifiche era stato piuttosto esiguo se non nullo, ma muove anche alcune critiche, affermando che la AIAA ritiene che: "Non vi sono validi motivi nella conclusione del rapporto, che nulla di valore scientifico possa derivare da ulteriori studi".
Dei 56 rapporti UFO indagati dal Comitato, 30 sono classificati come inspiegabili, tuttavia alcuni sono stati ritenuti come possibili scherzi o errate valutazioni. In una recensione pubblicata nel Bulletin of the Atomic Scientist, Hynek nota che la percentuale di rapporti considerati inspiegabili, sono ben al di sopra delle rispettive percentuali individuate nel Progetto Sign, nel Progetto Grudge e nel Progetto Blue Book.(Clark, 603). Tra le critiche al rapporto vi è anche quelle riservate ai riassunti, spesso ritenuti inaccurati o ingannevoli.
Per esempio: "Gordon David Thayer,(qtd. in Clark, 1998) consulente del Comitato aveva indagato 35 casi radar-visuali. Concluse che 19 erano certamente dovuti ad "anomalie di propagazione" : erano così chiamati i fenomeni definiti come "radar ghosts", (in italiano "fantasmi radar"). Sono fenomeni che sembrano oggetti solidi, ma in realtà sono generati da nebbia, nubi, uccelli, sciami di insetti o inversioni di temperatura. Sebbene Thayer presentasse la propagazione anomala come una probabile spiegazione di poco più del 50% dei casi, Condon suggerì tale spiegazione per tutti i casi radar.
I membri del comitato consideravano pochi rapporti UFO come reali anomalie. In questo sommario, Condon non fa menzione di queste conclusioni. Jacobs sostiene che questi rapporti enigmatici furono "sepolti" tra i casi confermati. (Jacobs, 241).

#### I  casi più rilevanti
Nella sua analisi del caso Lakenheath, un caso di avvistamento radar-visuale, Thayer scrisse: "Il comportamento apparentemente razionale e intelligente dell'oggetto volante, suggerisce l'esistenza di un dispositivo meccanico di origini sconosciute come la più probabile spiegazione a tale avvistamento ... La probabilità che almeno un UFO sia coinvolto nell'avvistamento sono abbastanza elevate", anche qui Condon ignora tali conclusioni.(Jacobs, 241)
Un altro esempio è il Caso Numero 46, riguardante le foto di McMinnville: due fotografie prese nel 1950 in una fattoria nei pressi di McMinnville in Oregon. Dopo un'analisi dei negativi originali, l'investigatore William K. Hartmann scrisse che: "Questo è uno dei pochi rapporti nel quale i parametri investigativi appaiono consistenti con l'affermazione che uno straordinario oggetto volante, argenteo, metallico, a forma di disco avente una decina di metri di diametro, e chiaramente artificiale ha volato sopra due testimoni". Condon non fa menzione di tale conclusione.
Nella sezione destinata a rapporti di UFO osservati da astronauti, Franklin Roach illustra due testimonianze prese dagli astronauti Frank Borman a bordo della Gemini 7 e da James McDivitt a bordo della Gemini 4. Furono una vera "una sfida per gli analisti", e considerati uno "sconcertante enigma". Roach scrisse che se la lista di oggetti volanti intercettata dal NORAD nei pressi della Gemini 4 era accurata, allora l'oggetto osservato da McDivitt rimane non identificato. (Condon, 312). Ancora, il sommario di Condon non menzionava le conclusione di Roach.
Nel 1969 articolo dell'The American Journal of Physics, Thornton Page sottopone a revisione il Rapporto Condon scrivendo: "È sufficiente una persona sveglia, anche un profano, per rilevare i difetti nelle conclusioni di Condon sulla base di, statisticamente piccoli, ma selezionati esempi. Persino nel caso Lakenheat si riconosce una struttura dell'avvistamento reale e consistente, ma viene sistematicamente ignorata dalle 'autorità', che preparano il loro 'crimine' raccomandando che non è necessaria la raccolta di altri dati". Ironicamente, Page una volta membro del Robertson Panel, suggerì che il fenomeno UFO doveva essere "screditato" per ridurre l'interesse del pubblico, nonostante la sua opinione sul fenomeno sia cambiata negli ultimi anni.

#### Le critiche di McDonald
Nel 1969, in parte delle sue letture "Science in Default", il fisico James E. McDonald disse: "Secondo la mia opinione, il Rapporto Condon, pubblicato nel Gennaio, 1968, dopo circa due anni di studi finanziati dall'Air Force, è piuttosto inadeguato. La mole della relazione e ciò che possiamo definire come "esagerazioni o riempitivi scientifici", non riesce a nascondere la realtà, che il nucleo della relazione, rappresenta solo una piccola parte dei casi più sconcertanti avvenuti negli ultimi due decenni, e che il suo livello di argomentazione scientifica è del tutto insoddisfacente."
Inoltre, dei circa 90 casi che specificatamente sono stati messi a confronto, circa 30 sono stati riconosciuti come inspiegabili. Con una parte così elevata di casi come questi, (comunque presa su di un campione che non solo comprende i casi più sconcertanti, ma anche quelli sicuramente banali) si è ancora lontano dal fare chiarezza, come il Dr. Condon sentiva di giustificarsi a conclusione del suo studio dove indicava: "Che ulteriori studi sul fenomeno UFO, probabilmente non possono giustificare le aspettative di un ulteriore avanzamento nella scienza".

#### Le critiche di Allen Hynek
Nel suo libro The UFO Esperience: a Scientific Inquiry, pubblicato nel 1972 l'astronomo J. Allen Hynek con un lungo commento sul Rapporto Condon inserito nel capitolo intitolato "La Scienza non è sempre ciò che fanno gli scienziati", sosteneva che il rapporto è così pieno di pregiudizi, da renderlo quasi inutile come studio scientifico. In breve, Hynek deduce che "Il Rapporto Condon non risolve niente. (Hynek, 195). Suggerisce inoltre di leggere il Rapporto partendo prima dalla descrizione dell'avvistamento, per poi passare al riassunto iniziale di Condon. Hynek descrive l'introduzione "singolarmente tendenziosa", ma anche che esso "evita di accennare che ciò che è impresso nelle viscere del rapporto rimane un mistero e che il comitato non è in grado di fornire una spiegazione adeguata a più di 1/4 dei caso esaminati". Hynek deduce che "L'evidenza assoluta mostra che Condon non conosceva ne la natura ne lo scopo del problema" alla cui guida era stato chiamato.(Hynek, 207)
Come molti altri critici, Hynek nota che alcuni dei casi irrisolti erano considerati come "estremamente sconcertanti", e gli dava particolare fastidio che un'opinione dominante legasse inesorabilmente l'avvistamento di un UFO all'idea di vita extraterrestre. Focalizzandosi solo su questa ipotesi, il rapporto "non ricercava in realtà, se gli tali oggetti volanti non identificati costituivano realmente un problema per gli scienziati, se fisico o sociale".(Hynek, 194). Inoltre, Hynek nota che il rapporto faceva affidamento su così pochi rapporti che, una tendenza generale avrebbe potuto essere facilmente ignorata.
Hynek inoltre riferisce che il Rapporto Condon non era scientifico. Sceglie come ipotesi cardine quella extraterrestre, ma, Hynek insiste, manca di analizzare tale ipotesi e di raggiungere una plausibile conclusione. Ma non essendo in grado di dimostrare che tale ipotesi sia falsificabile, essa viola una delle regole fondamentali del metodo scientifico. La sola ipotesi che il Comitato poteva aver verificato, scrive Hynek, era che "Esiste un fenomeno, descritto dal contenuto di un rapporto di un generico avvistamento di un oggetto volante non identificato, che attualmente non è fisicamente spiegabile." (Hynek, 201)

#### L'analisi di Peter Sturrock
L'Astrofisico Peter A. Sturrock riepilogò così la sua analisi: "Secondo il mio parere, le debolezze del Rapporto Condon sono delle comprensibili ma incresciose conseguenze di un malinteso riguardante la natura e l'inafferrabilità del fenomeno. È mio parere affermare che ci sono molte cose nel rapporto che potrebbero essere utilizzate a sostegno della tesi, che, in base all'analisi della totalità di avvistamenti UFO, effettivamente da essi emerge un "segnale" dal "rumore di fondo", ma che tale "segnale" non è facilmente comprensibile in termini di fenomeni attualmente noti alla scienza."
Se le cose stavano così, allora la relazione invitava ad un approfondimento scientifico. Sembra che questa sia l'opinione condivisa da alcuni membri del Colorado Project. Ad esempio, il professor David R. Saunders, costretto a lasciare il progetto, per i motivi che abbiamo citato sopra, ha pubblicato un libro (Saunders & Hawkins 1968) per contestare le conclusioni del rapporto. Gordon D. Thayer, inoltre, ha continuato a seguire il fenomeno UFO, come è evidente dal suo rapporto sul caso Lakenheath per la rivista Aeronautica e Astronautica (Thayer, 1971).
Non sorprende, tuttavia, un numero di diverse voci critiche che avevano già attaccato il Comitato sostenendo che il Rapporto era profondamente "difettoso" e persino "anti scientifico". Il giornalista Courtlandt Bryan scrive che il finale del rapporto, ha "lasciato quasi tutti insoddisfatti". (C.D.B. Bryan, 189)

##### La critica di Sturrock
Peter Sturrock ha proposto una serie di recensioni dettagliate contro il Rapporto Condon. Molte persone, compresa la comunità scientifica e la stampa, erroneamente partono dal presupposto che questo progetto, rappresenti una seria e approfondita ricerca del fenomeno. Sturrock lo seziona minuziosamente, e rivela chiaramente che è scientificamente difettoso. Infatti, chiunque lo legga attentamente rileva che Edward Condon, (redattore del Sommario e delle Conclusioni), non ha mai partecipato alle investigazioni di un solo caso, lasciando esclusivamente ai membri del suo staff il cosiddetto "lavoro di gambe".. Questo si evince dal fatto che il rapporto è incoerente rispetto al corpo del documento che sostiene alcuni casi, mentre non lo è il sommario.
."
Nella sua personale e dettagliata critica al Comitato, Sturrock scrisse che: "Un altro elemento importante nella metodologia scientifica, è che, se si sta valutando un'ipotesi, come per esempio quella extraterrestre, essa dovrebbe essere considerata una delle tante di una serie completa e che si escludono a vicenda. Il punto centrale è probabilmente stato riconosciuto da Thayer... ma è stato apparentemente ignorato da Condon e da altri membri dello staff. Ci vuole poco a comprendere che le evidenze non sostengono adeguatamente una sola ipotesi, a meno che non si riconoscano le rimanenti ipotesi" (Sturrock, 40)
Sturrock critica anche il Comitato per la eccessiva fiducia riposta in ciò che chiama "teoria dipendente dalle informazioni". Dopo tutto, questo rende in realtà più difficile fare una valutazione del fenomeno: Se consideriamno l'ipotesi che tali fenomeni possano essere dovuti a una civiltà estremamente avanzata, dobbiamo affrontare la possibilità che molte idee che noi accettiamno come semplice verità, possano, in contesto più vasto e sofisticato, non essere così semplici, e non sempre rappresentare la verità". (Sturrock, 40)
Come esempio specifico della "teoria dipendente", Sturrock nota, analizzando il rapporto di un caso dove un presunto UFO osservato a velocità supersonica non produceva boom sonico. Nota che: "Non dovremmo partire dal presupposto che una civiltà più avanzata sia in grado di trovare un modo per viaggiare a velocità supersonica senza produrre un boom sonico". Inoltre, Sturrock nota che Jean-Pierre Petit "aveva proposto una processo magnetoidrodinamico in grado di sopprimere il boom sonico". (Sturrock, 40)